# Carlier (Kortrijk)
Carlier en La Couronne zijn historische Belgisch merken van triporteurs en bromfietsen.
De bedrijfsnaam was: A. Carlier, Kortrijk
Bij Carlier in Kortrijk werden onder de merknaam La Couronne bromfietsen, triporteurs en bakfietsen met Gillet-blokken van 100- tot 500 cc gebouwd.
De productie liep van 1935 tot aan de Tweede Wereldoorlog. In 1955 kwam het merk nog even terug, om in 1956 weer te verdwijnen.
Er bestond een vorm van badge-engineering met van Hauwaert; sommige triporteurs van beide merken waren identiek.
In 1970 werden bij La Couronne nog gehandicaptenvoertuigen geproduceerd.